# Exaesiopus grosclaudei
Exaesiopus grosclaudei är en skalbaggsart som beskrevs av Joseph Henri Adelson Normand 1935.
Exaesiopus grosclaudei ingår i släktet Exaesiopus och familjen stumpbaggar. Inga underarter finns listade i Catalogue of Life.